# Yalinga
Yalinga ist eine Ortschaft in der Präfektur Haute-Kotto im Osten der Zentralafrikanischen Republik. Yalinga ist die Hauptstadt der gleichnamigen Unterpräfektur.

## Lage und Verkehr
Yalinga liegt im äußersten Norden des Kongobeckens auf einer Höhe von etwa 605 m am Pami, einem Quellfluss des Mbari, der in den Mbomou mündet. Die Ortschaft liegt abseits des Nationalstraßennetzes in sehr dünn besiedeltem Gebiet. Nur an den Verkehrswegen existieren Dörfer, von Yalinga nach Osten und Nordosten in Richtung Grenze zum Sudan und Südsudan leben praktisch keine Menschen.
Bria, die Hauptstadt der Präfektur Haute-Kotto, liegt etwa 165 Straßenkilometer weiter westlich und ist von Yalinga aus über die Route Régionale 16 erreichbar. Von dort aus gibt es über die Route nationale 5 Anschluss an den Rest des Landes. Außerdem sind über andere Regionalstraßen Bakouma und Bangassou an der Grenze zur Demokratischen Republik Kongo erreichbar. Jedoch sind die Straßen generell in schlechtem Zustand und die Sicherheitslage macht Reisen über Land oft gefährlich bis unmöglich.
Der Flugplatz Yalinga liegt etwas mehr als einen Kilometer nordöstlich der Siedlung.

## Bürgerkrieg
Yalinga gehört zu dem Teil der Zentralafrikanischen Republik, der von Zeit zu Zeit von der christlichen Terrorgruppe Lord’s Resistance Army (LRA) angegriffen wurde.
In der Nacht vom 21. zum 22. April 2021 kamen die Truppen der Gruppe Wagner, Verbündete der Armee der Zentralafrikanischen Republik, aus Richtung Bria nach Yalinga und vertrieben die Rebellen der Coalition des patriotes pour le changement (CPC), die die Stadt vorher kontrolliert hatten. Diese blieben jedoch in nahegelegenen Dörfern und terrorisierten die dortige Bevölkerung.